# 盐业银行杭州分行旧址

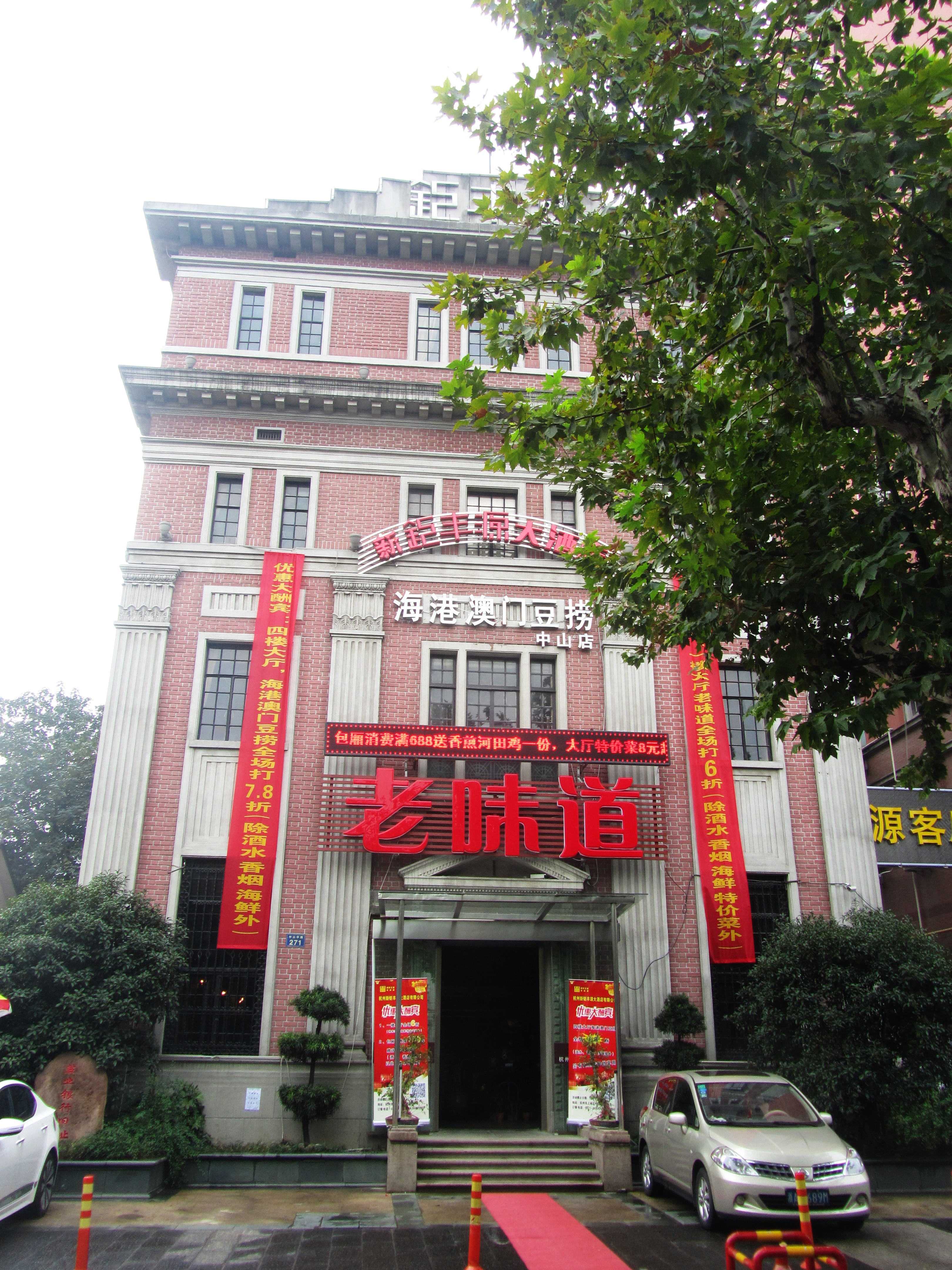

盐业银行杭州分行旧址位于中国浙江省杭州市中山中路西侧271号，2000年7月,与万源绸庄旧址、浙江实业银行旧址、地方银行旧址、四拐角近代建筑和叶种德堂中药店旧址一同以"中山中路近代建筑群"之名,列入杭州市文物保护单位。
盐业银行杭州分行建于1929-1931年，原为三层西式建筑，采用文艺复兴风格，立面均采用素面水泥仿块石面层，20世纪70年代由使用方杭州市财政局按照第三层的样式加建了第四层，1995年又在东、南两面添加了红色贴面砖。现为某酒店。 